# Gwanak-gu

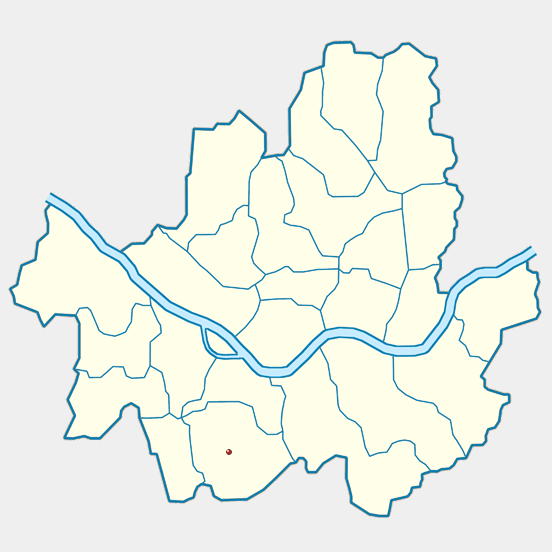
Situation dans Séoul

Gwanak-gu (hangul : 관악구 ; hanja : 冠岳區) est un arrondissement (gu) de Séoul situé au sud du fleuve Han.  Son nom provient de la montagne éponyme située au sud de l'arrondissement. Il possède un musée présentant des antiquités coréennes, le musée Horim. Le principal campus de la Seoul National University se trouve dans cet arrondissement.

## Quartiers
Gwanak est divisé en 27 quartiers (dong) :
- Bongcheonbon-dong (봉천본동)
- Bongcheon1-dong (봉천1동)
- Bongcheon2-dong (봉천2동)
- Bongcheon3-dong (봉천3동)
- Bongcheon4-dong (봉천4동)
- Bongcheon5-dong (봉천5동)
- Bongcheon6-dong (봉천6동)
- Bongcheon7-dong (봉천7동)
- Bongcheon8-dong (봉천8동)
- Bongcheon9-dong (봉천9동)
- Bongcheon10-dong (봉천10동)
- Bongcheon11-dong (봉천11동)
- Namhyeon-dong (남현동)
- Sillimbon-dong (신림본동)
- Sillim1-dong (신림1동)
- Sillim2-dong (신림2동)
- Sillim3-dong (신림3동)
- Sillim4-dong (신림4동)
- Sillim5-dong (신림5동)
- Sillim6-dong (신림6동)
- Sillim7-dong (신림7동)
- Sillim8-dong (신림8동)
- Sillim9-dong (신림9동)
- Sillim10-dong (신림10동)
- Sillim11-dong (신림11동)
- Sillim12-dong (신림12동)
- Sillim13-dong (신림13동)